# Мария Гелдернская
Мария Гелдернская (англ. Mary of Gueldres; 1432 — 1 декабря 1463) — королева Шотландии из рода Эгмонтов, жена короля Якова II. Мария была дочерью Арнольда Эгмонта, герцога Гелдерна, и Екатерины Клевской, племянницы герцога Бургундии Филиппа III.

## Биография
3 июля 1449 года Мария Гелдернская вышла замуж за короля Шотландии Якова II. По условиям шотландско-бургундского брачного договора король должен был обеспечить своей жене годовое содержание на огромную по тому времени сумму в 5 000 фунтов стерлингов. Необходимость выполнения этого условия была одной из причин разгрома Яковом II крупнейшего шотландского аристократического рода «Чёрных Дугласов» в 1455 году, часть владений которого досталась королеве Марии.
3 августа 1460 года, во время салюта в честь королевы, осколок разорвавшейся пушки убил Якова II, и королём Шотландии стал его восьмилетний сын Яков III. Парламент назначил регентский совет для управления страной в период малолетства короля во главе с епископом Кеннеди, однако колоссальные земельные владения королевы Марии позволили ей вести собственную политику, не считаясь с мнением регентов. В результате в Шотландии образовалось два центра власти — «старые лорды» регентского совета и «молодые лорды» королевы.
В отличие от консервативного епископа Кеннеди, сторонника союза с Ланкастерами в Англии, королева Мария проводила более гибкую политику: по её инициативе в 1461 году начались переговоры с Эдуардом IV Йорком, которые, однако, не увенчались успехом из-за сопротивления «старых лордов». Сближение королевы с Йорками объяснялось, впрочем, не только политическими мотивами: Мария Гелдернская не устояла перед герцогом Сомерсетом, одним из лидеров Ланкастеров, временно находившимся в Шотландии, который не удержал в тайне их связь, что вызвало ярость у королевы.
В июле 1463 года Мария Гелдернская вместе с сыном Яковом III и вождями Ланкастеров королевой Маргаритой Анжуйской и Генрихом VI участвовала в осаде Норгемского замка. Наступление войск Йорков во главе с графом Уориком, однако, заставило королев вернуться в Шотландию. 1 декабря 1463 года королева Мария скончалась.

## Дети
В браке с Яковом II Мария Гелдернская стала матерью следующих детей:
- Яков III (1451—1488), король Шотландии (с 1460 года)
- Мария (1453—1488), замужем с 1467 года за Томасом Бойдом, 1-м графом Аррана; с 1474 года — за Джеймсом Гамильтоном
- Александр (1454—1485), герцог Олбани
- Маргарита (1455—неизвестно), замужем за Уильямом, 3-м лордом Крайтоном
- Дэвид (1455—1457), граф Морейский
- Джон (1459—1479)